# Erik Gunnar Asplund
Erik Gunnar Asplund (22. září 1885, Stockholm – 20. října 1940 tamtéž) byl švédský architekt.
Zpočátku v jeho tvorbě převažují prvky klasicizující architektury, postupně však přechází k funkcionalismu.

## Dílo
- kino Skandia, Stockholm
- Městská knihovna, Stockholm
- Krematorium na lesním hřbitově Skogskyrkogården ve Stockholmu

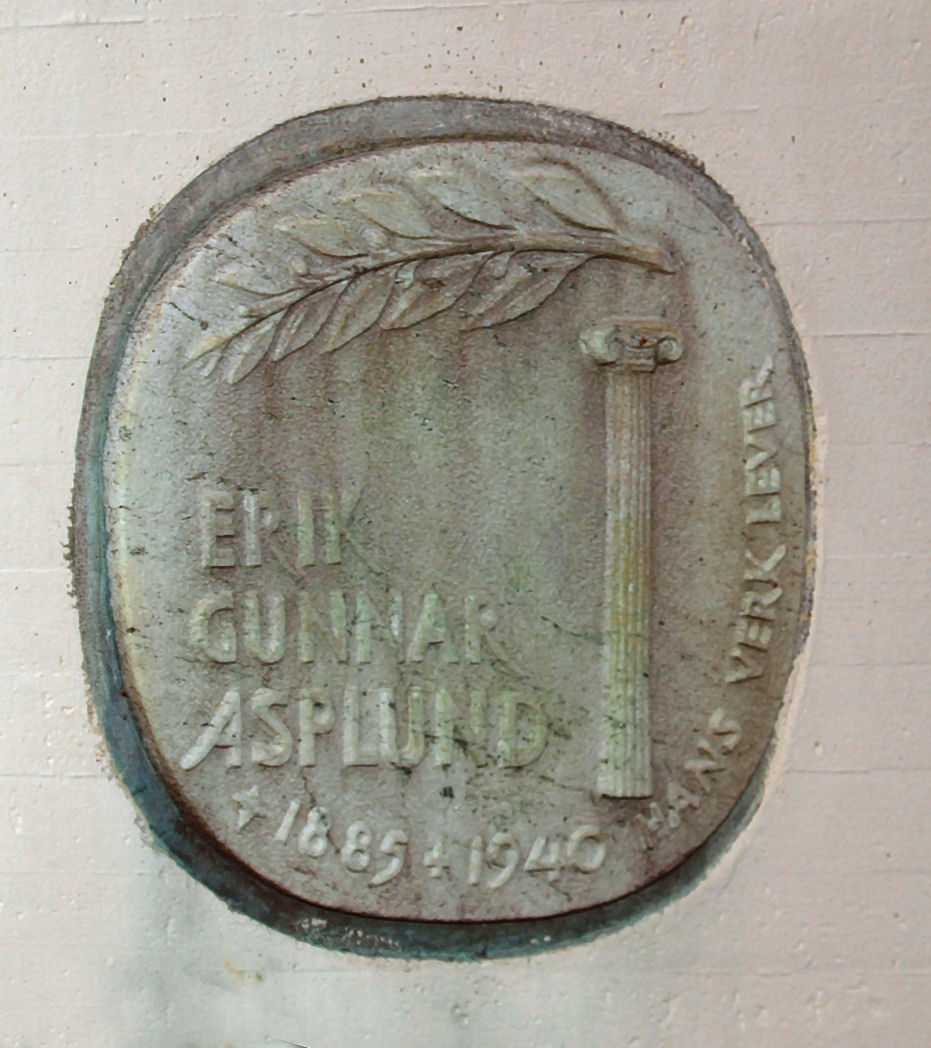
Náhrobní deska

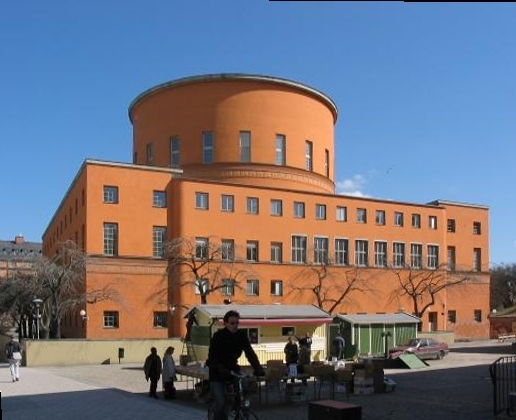
Stockholm - Městská knihovna